# Lerista fragilis
Lerista fragilis — вид сцинкоподібних ящірок родини сцинкових (Scincidae). Ендемік Австралії.

## Поширення і екологія
Lerista fragilis широко поширені у центральних і південних районах штату Квінсленд, окремі популяції мешкають також на заході штату. Вони живуть в рідколіссях, під камінням і поваленими деревами, серед опалого листя.